# Friona ruficoxis
Friona ruficoxis är en stekelart som först beskrevs av Cameron 1902.  Friona ruficoxis ingår i släktet Friona och familjen brokparasitsteklar. Inga underarter finns listade i Catalogue of Life.